# Charles de La Paquerie
Charles de La Paquerie (parfois Ch. de la Pasquerie) est un écrivain français de la fin du XIXe siècle et du début du XXe.
Il est né Charles Étienne Marie Le Fébure de La Paquerie le 4 août 1857 à Dirinon dans le Finistère et mort à Hendaye le 13 janvier 1914.

## Œuvres
- La Soif de l'or[3], 1898
- En Bretagne[4], 1899
- Un coin du pays basque, sur la montagne et devant la mer, 1907
- Les Déracinés du Tanganika[5], publié en 1910 par la Librairie nationale d'éducation et de récréation, réédité en 1935
- Un pari, de Tripoli au Cap de Bonne-Espérance
- Les Naufragés du « Jason »[6]
- Expiation Souvenirs de Bretagne